# Sumas
Sumas je malé město v okrese Whatcom County v americkém státě Washington. Populace při sčítání lidu v roce 2010 čítala 1 307 obyvatel. Město se nachází na hranicích s Kanadou, kde sousedí s městem Abbotsford. Na severním konci města a silnice Washington State Route 9 se nachází hraniční přechod. Společně s městy Everson a Nooksack sdílí školní okrsek Nooksack Valley.

## Historie
Sumas se stal začleněným městem v červnu 1891. Založen byl už v padesátých letech devatenáctého století a jeho důležitost rostla, jelikož železničním uzlem tří tratí vedoucích do Kanady. Jméno pochází z místního indiánského jazyka a znamená země bez stromů. Město se nachází v širokém údolí zvaném Sumaská prérie. Předtím než v ní osadníci vystavěli kanály a přehrady se v jeho dolní části nacházely mokřiny s mělkými jezery. Hojnost velkých stromů v okolních lesích přilákala dřevorubce a pomohla růstu města. V roce 1897 se v nedalekých horách nalezlo zlato a město rostlo ještě rychleji na vrcholových asi dva tisíce obyvatel. Po ústupu zlaté horečky a vykácení všech stromů se město začalo zmenšovat a zdejší podnikatelé začali podporovat místní potravinářský průmysl. V údolí rostl počet mléčných hospodářství, které stále mají vliv na místní ekonomiku. Statkářům, kteří byli často holandského původu, se časem povedlo zkrotit údolí náchylné k povodním vybudováním kanálů a přehrad. To otevřelo údolí dalším statkům zabývajícím se mléčným dobytkářstvím a také novým rolnickým hospodářstvím založeným na úrodné půdě. Dnes se ve městě nachází kromě podnikání v potravinářství také zbytky dřevozpracujícího průmyslu.
V roce 1999 se začala plánovat stavba kogenerátoru. Projekt byl znám jako Sumas 2, než byl v roce 2006 zrušen.

## Demografie
Při sčítání lidu v roce 2010 zde žilo 1 307 obyvatel, z čehož 84 % byli běloši, 2 % původní obyvatelé a po 1,5 % Afroameričané a Asiaté. 16% obyvatelstva bylo hispánského původu.